# Aidone

Localització d'Aidone

Aidone (sicilià Aiduni) és un municipi italià, dins de la província d'Enna. L'any 2007 tenia 5.272 habitants. Limita amb els municipis d'Enna, Mineo (CT), Piazza Armerina, Raddusa (CT) i Ramacca (CT).

## Administració
| Període | Identitat     | Partit        |
| ------- | ------------- | ------------- |
| 2009-   | Filippo Gangi | Llista cívica |

## Galeria d'imatges

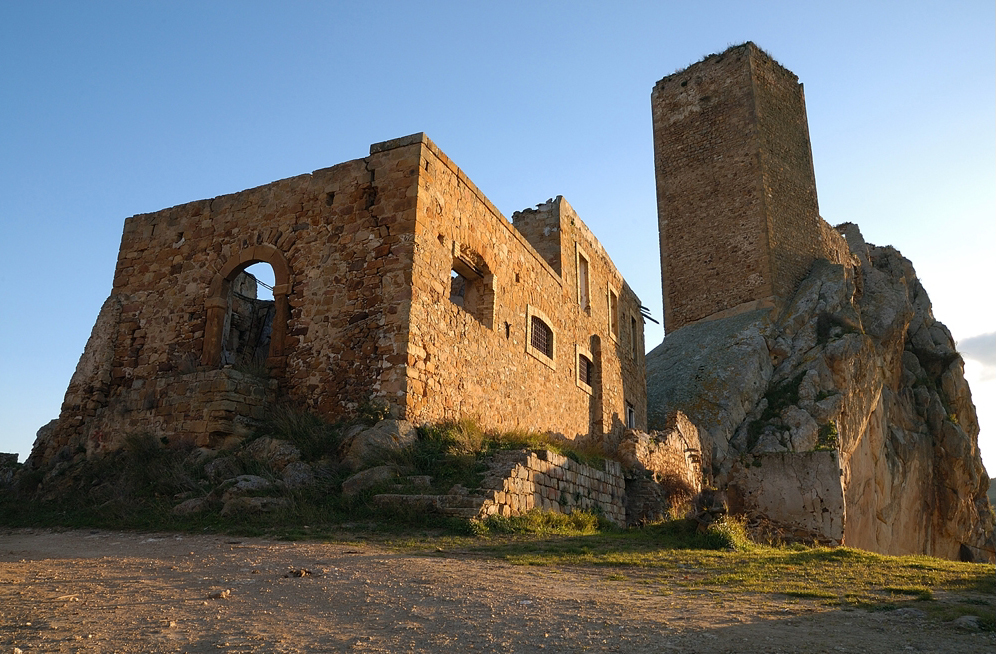
Castell de Piedratagliata
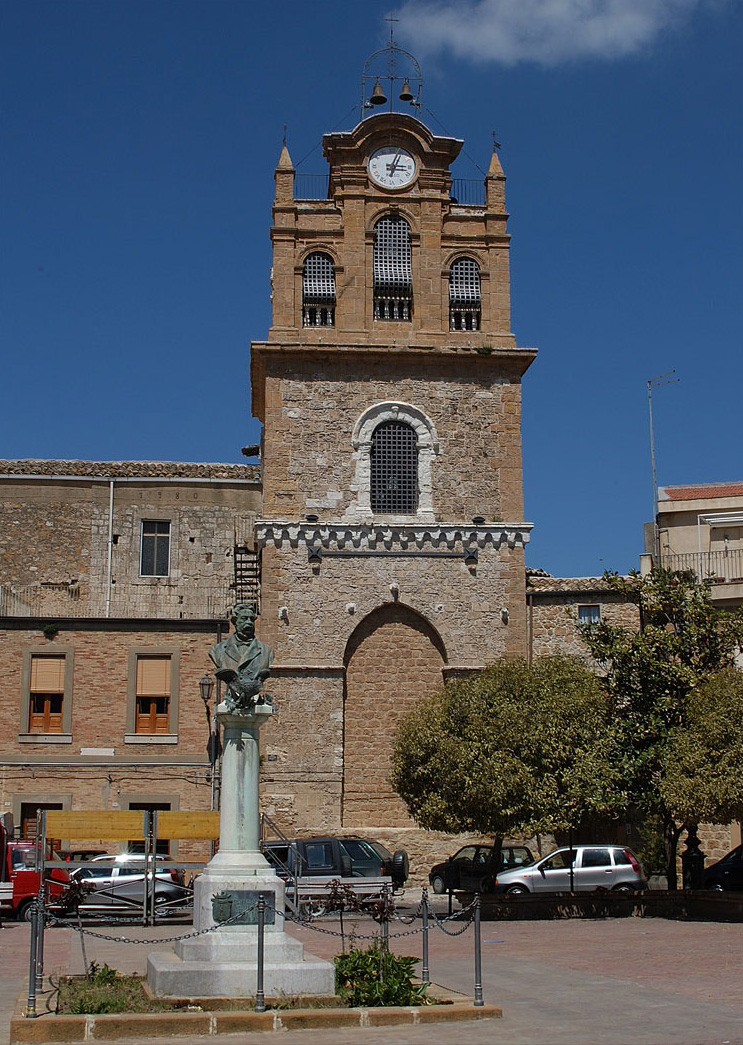
Torre Adelasia
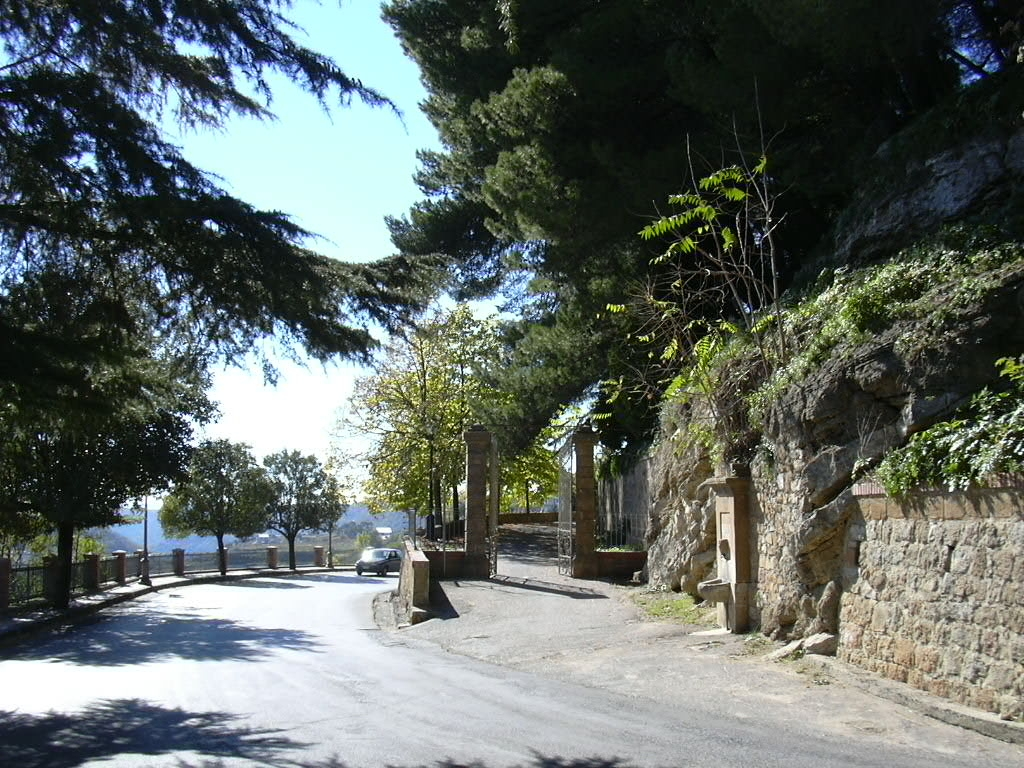
Jardí de Belvedere